# باردو

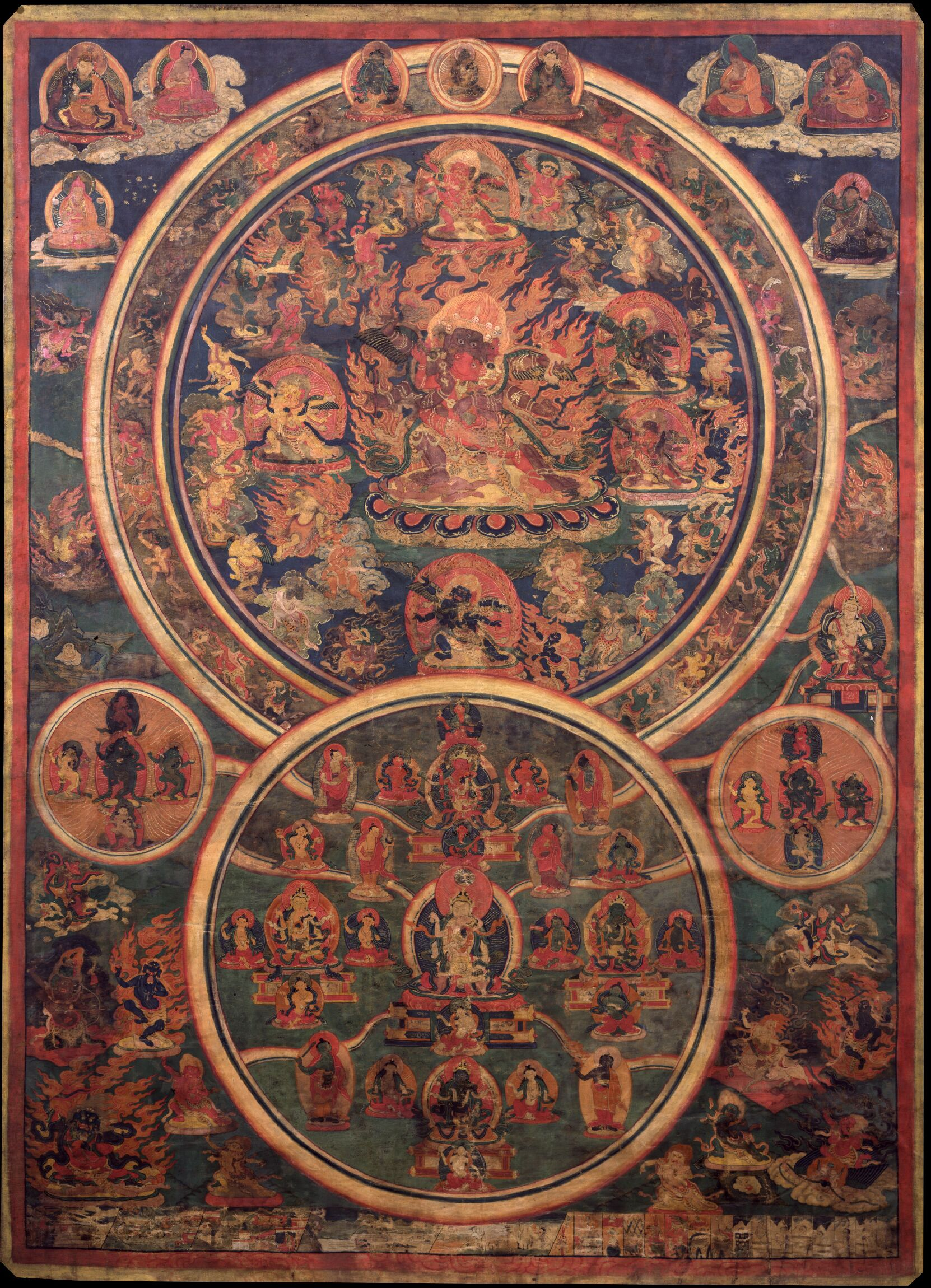
تصویری تبتی از خدایان صلح جو و خشمگین برزخ پس از مرگ (باردو). برخی از بودائیان تبت معتقدند که وقتی موجودی از برزخ عبور می‌کند، تصوراتی از خدایان مختلف خواهد داشت.

در بعضی از مکتب‌های بودایی، باردو (Classical Tibetan Wylie: bar do) یا antarābhava (سانسکریت، چینی و ژاپنی: 有، در زبان چینی به صورت zhōng yǒu و در ژاپنی به معنای chūu) یک حالت متوسط ، انتقالی یا برزخی بین مرگ و تولد دوباره است. این مفهوم بلافاصله پس از مرگ گوتاما بودا به‌وجود آمد و تعدادی از گروه‌های بودایی پیشین وجود چنین دولت واسطه ای را پذیرفتند، در حالی که مدارس دیگر آن را رد کردند. مفهوم antarābhava، یک حالت بین مرگ و تولد دوباره، از سنت فلسفی ودیک - اوپانیشادیک (هندوی بعدی) وارد بودیسم شد. بعداً بودیسم مفهوم باردو را به شش یا چند حالت هوشیاری گسترش داد که هر مرحله از زندگی و مرگ را پوشش می‌داد. در بودیسم تبت، باردو موضوع اصلی کتاب تبتی مردگان (به معنای واقعی کلمه آزادی از طریق شنیدن در طول برزخ)، کتاب مردگان تبتی است، متنی که برای هدایت فرد تازه فوت شده از طریق باردو مرگ برای دستیابی به یک تولد دوباره بهتر است. و همچنین به عزیزانشان در روند عزاداری کمک کنند.
«باردو» وضعیت وجودی میانی بین دو زندگی روی زمین است. طبق سنت تبت، پس از مرگ و قبل از تولد بعدی، هنگامی که آگاهی فرد با
جسمی ارتباط نداشته باشد، فرد پدیده‌های مختلفی را تجربه می‌کند. اینها معمولاً دنباله ای خاص از انحطاط را دنبال می‌کنند، دقیقاً پس از مرگ، روشن‌ترین تجربیات واقعیتی که فرد از نظر معنوی توانایی آن را دارد و سپس به توهمات وحشتناکی می‌پردازند که از انگیزه اعمال غیرمتخصص قبلی او ناشی می‌شوند. برای افراد آماده و به‌طور مناسب آموزش دیده، باردو فرصتی بزرگ برای آزادی فراهم می‌کند، زیرا بینش متعالی ممکن است با تجربه مستقیم واقعیت پدید آید. برای دیگران، می‌تواند به مکانی خطرناک تبدیل شود زیرا توهمات ایجاد شده توسط کارما می‌توانند شخص را به تولدی کمتر از حد مطلوب سوق دهند .
از نظر استعاره، باردو می‌تواند مواقعی را توصیف کند که شیوه معمول زندگی ما به حالت تعلیق درآمده است، به عنوان مثال، در طول یک دوره بیماری یا در طی یک عقب‌نشینی مراقبه. چنین مواقعی می‌تواند برای پیشرفت معنوی مثمر ثمر باشد زیرا محدودیت‌های بیرونی کاهش می‌یابد. با این حال، آنها همچنین می‌توانند چالش‌هایی را به وجود آورند زیرا ممکن است انگیزه‌های کم مهارت ما همان‌طور که در کتاب تبتی مردگان‌ظاهر می‌شود، در پیش زمینه ظاهر شوند.

## برزخ در بودیسم هند
از اسناد اولیه بودایی، به نظر می‌رسد که در شش گروه مختلف مفهوم وجود برزخی (antarabhāva) پذیرفته شده؛ یعنی Sarvāstivāda Darṣṭāntika , Vātsīputrīyas , Saṃmitīya , Pūrvaśaila و اواخر Mahīśāsaka. چهار مورد اول از این مدارس با هم ارتباط نزدیک دارند. دیدگاه‌های مخالف عبارتند از Mahāsāṃghika، در اوایل Mahīśāsaka، تراوادا، Vibhajyavāda و Śāriputrābhidharma (احتمالا Dharmagupta).

برخی از اولین ارجاعاتی که ما به «وجود واسطه ای» داریم را می‌توان در متن سروصداāالدین Mahāvibhāṣa یافت (阿 毘 達磨 大 毘 婆沙). به عنوان مثال، ماحاویبه نشانگر «وجود اساسی» (本 有)، «وجود متوسط» (中 有)، «وجود تولد» (生 有) و «وجود مرگ» (死 有) است (CBETA , T27، بدون. ۱۵۴۵، ص. ۹۵۹ و غیره) Les sektes of André Bareau's bouddhiques du Petit Véhicule استدلالهای مدارس Sarvāstivāda را به شرح زیر ارائه می‌دهد:
موجود واسطه‌ای که به این طریق از یک وجود به موجود دیگر عبور می‌کند، مانند هر موجود زنده ای از پنج جمع (skandha) شکل می‌گیرد. وجود او با این واقعیت نشان داده می‌شود که نمی‌تواند از نظر زمانی و مکانی بین مکان و لحظه مرگ و موارد تولد مجدد ناپیوستگی داشته باشد و بنابراین باید این باشد که دو وجود متعلق به یک سری از نظر زمانی و مکانی به هم پیوند می‌خورند یک مرحله میانی موجود واسطه گانداروا است که وجود آن به همان اندازه باروری و اتحاد والدین در هنگام تصور لازم است. علاوه بر این، Antarāparinirvāyin یک آناگامین است که در طول واسطه parinirvāṇa بدست می‌آورد. در مورد جنایتکار فجیع یکی از پنج جنایت بدون وقفه (ānantarya)، او کاملاً به همین طریق با وجود یک واسطه عبور می‌کند که در پایان آن لزوماً در جهنم دوباره متولد می‌شود.
ناشی از یک دوره بعد، هر چند با اندکی تفاوت، Vasubandhu Abhidharmakośa توضیح می‌دهد (. TRS انگلیسی ص 383ff.):
واسطه و وجود واسطه چیست؟ وجود واسطه‌ای که خود را بین وجود در هنگام مرگ و وجود در بدو تولد قرار می‌دهد، و به مکانی که باید برود نرسیده است، نمی‌توان گفت که متولد می‌شود. بین مرگ - یعنی پنج اسکندای لحظه مرگ - و بوجود آمدن - یعنی پنج اسکندای لحظه تولد دوباره - وجودی پیدا شده است - «جسمی» از پنج اسکندای - که به محل تجدید حیات. این وجود بین دو قلمرو تولد دوباره (gatī) را وجود میانی می‌نامند.
او برای دفاع از این مفهوم در برابر مکاتب دیگری که آن را رد می‌کنند، تعدادی متن و مثال ذکر می‌کند و ادعا می‌کند که مرگ در یک زندگی بلافاصله به تولد دوباره در زندگی بعدی منجر می‌شود، بدون آنکه هیچ حالت میانی در این دو وجود داشته باشد. هر دو Mahāvibhāṣa و Abhidharmakośa این تصور از حالت میانی پایدار حداکثر «هفت بار هفت روز» (یعنی ۴۹ روز) را دارند. البته این تنها یک دیدگاه است و دیدگاه‌های دیگری نیز وجود دارد.
استدلالهای مشابه نیز در Satyasiddhi Śāst هاریوارمن و تفسیر Upadeśa در مورد فراسوی فرزانگی سوتراها، که هر دو نفوذ شدیدی از مکتب Sarvāstivāda دارند، مورد استفاده قرار گرفت. هر دوی این متون در آیین بودایی چین تأثیر زیادی داشتند، که این ایده را نیز به عنوان یک قاعده پذیرفته است.
Saddharma-smṛty-upasthāna Sūtra (正法 念 處 經) ۱۷ حالت میانی را با تجربیات مختلف طبقه‌بندی می‌کند.

## شش باردو در بودیسم تبت
Fremantle (2001) اظهار می‌دارد که شش ایالت سنتی باردو وجود دارد که به شش باردو معروف هستند: باردو از این زندگی (ص. ۵۵) باردو مراقبه (ص. ۵۸) باردو رؤیا (ص. ۶۲) باردو در حال مرگ (ص. ۶۴) باردو دارماتا (ص. ۶۵) و باردو وجود (ص. ۶۶)
شوگچانگ و دیگران (۲۰۰۰: ص. ۵) در مورد Zhitro (تبت: ژی-khro) چرخه تعالیم خوب Lingpa که شامل باردو  و لیست شش باردو: "اولین باردو آغاز می‌شود که ما را تولد و ماندگار به عنوان زمانی که زنده‌ایم. دوم باردوی رؤیاها است. سوم باردو تمرکز یا مراقبه است. چهارم در لحظه مرگ رخ می‌دهد. پنجمین مورد به باردوی درخشندگی طبیعت واقعی معروف است. ششم باردو مهاجرت یا تبدیل شدن کارما نامیده می‌شود.
1. Kyenay bardo (skye gnas bar do) اولین باردوی تولد و زندگی است. این باردو از زمان بارداری شروع می‌شود تا آخرین نفس، زمانی که جریان ذهنی از بدن خارج می‌شود.
2. میلام باردو (rmi lam bar do) دومین باردو دولت رؤیایی است. Milam Bardo زیر مجموعه اولین Bardo است. یوگای رؤیایی شیوه‌هایی را برای ادغام حالت رؤیایی با سادانا بودایی توسعه می‌دهد.
3. سامتن باردو (bsam gtan bar do) سومین باردو مراقبه است. این باردو معمولاً فقط توسط مراقبه گران تجربه می‌شود، گرچه افراد ممکن است خود به خود تجربه آن را داشته باشند. سامتن باردو زیر مجموعه Shinay Bardo است.
4. چیخای باردو (' chi kha'i bar do) چهارمین باردو لحظه مرگ است. طبق سنت، این باردو هنگامی آغاز می‌شود که علائم بیرونی و درونی پیش‌بینی می‌کنند که شروع مرگ نزدیک است و از طریق انحلال یا تغییر شکل ماهابوتا ادامه می‌یابد تا زمانی که نفس خارجی و داخلی به پایان برسد.
5. باردو Chönyi (chos nyid bar do) باردو پنجم از درخشندگی از ماهیت واقعی که آغاز پس از «نفس درونی نهایی است (سانسکریت: پرانا، vayu؛ تبت: rlung). در این باردو است که چشم‌اندازها و پدیده‌های شنیداری رخ می‌دهد. در تعالیم Dzogchen، این موارد به عنوان تجسمات خودبه خودی Thödgal (تبت: thod-rgyal) شناخته می‌شوند. همزمان با این چشم‌اندازها، یک صلح عمیق و آگاهی بکر وجود دارد. موجوداتی باهوش که در طول تجربه زندگی خود تمرین نکرده‌اند و / یا نور شفاف (تبتی: od gsal) را در لحظه مرگ تشخیص نمی‌دهند، معمولاً در طول پنجمین باردو درخشندگی توهم دارند.
6. Sidpa bardo (srid pa bar do) ششمین باردوی تبدیل شدن یا مهاجرت است. این باردو دوام می‌آورد تا زمانی که نفس درونی در شکل مهاجرت جدیدی که توسط «دانه‌های کارما» درون آگاهی انبار تعیین می‌شود، شروع شود.

### تفسیر
Fremantle (2001: ص. ۵۳–۵۴) توسعه مفهوم باردو از طریق سنت هیمالیا را ترسیم می‌کند:
در اصل باردو فقط به دوره زمانی بین یک زندگی و زندگی دیگر اشاره داشت و این هنوز معنای ظاهری آن است وقتی بدون صلاحیت ذکر شود. در طی قرن‌های اولیه بودیسم بر سر این نظریه اختلاف قابل توجهی وجود داشت، یک طرف استدلال می‌کرد که تولد مجدد (یا مفهوم) بلافاصله پس از مرگ دنبال می‌شود و طرف دیگر می‌گوید که باید بین این دو فاصله باشد. با ظهور ماهایانا، اعتقاد به دوره برزخی غالب شد. آیین بودایی بعداً کل مفهوم را گسترش داد تا شش یا چند حالت مشابه را از هم متمایز کند و تمام چرخه زندگی، مرگ و تولد دوباره را پوشش دهد. اما همچنین می‌تواند به عنوان هر تجربه برزخی، هر حالتی که بین دو حالت دیگر قرار دارد تفسیر شود. معنای اصلی آن، تجربه بودن بین مرگ و تولد مجدد، نمونه اولیه تجربه باردو است، در حالی که شش باردوی سنتی نشان می‌دهد که چگونه صفات اساسی آن تجربه در سایر دوره‌های برزخی نیز وجود دارد. با پالایش حتی بیشتر درک ذات باردو، می‌توان آن را در هر لحظه وجود به کار برد. لحظه فعلی، اکنون، باردیو مداوم است، همیشه بین گذشته و آینده معلق است. 

## برزخ در Theravāda

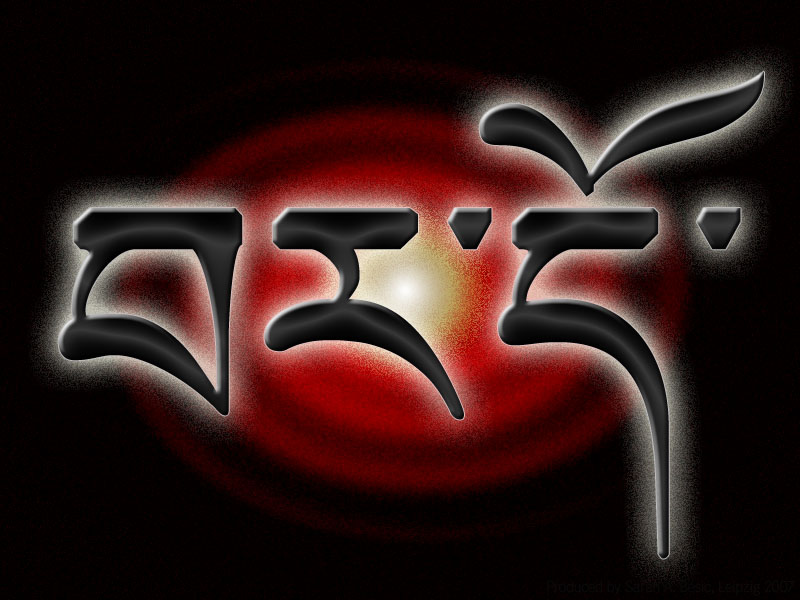
تصویر تایپوگرافی نوار do در گلیف‌های تبتی

متون Theravāda Abhidhamma مانند Kathavatthu به‌طور سنتی این دیدگاه را رد می‌کنند که بین تولد دوباره یک حالت برزخ یا انتقالی (آنتارابهاوا) وجود دارد، آنها معتقدند که تولد مجدد بلافاصله (در یک لحظه ذهن) از طریق ارتباط مجدد آگاهی (patisandhi citta) اتفاق می‌افتد.
با این حال، همان‌طور که توسط بسیاری از دانشمندان مدرن مانند Bhikkhu Sujato اشاره شده است، بخشهایی از Theravāda Pali Canon وجود دارد که از ایده برزخ پشتیبانی می‌کند، صریح‌ترین آنها Kutuhalasāla Sutta است.